# The Kumars at No. 42
The Kumars at No. 42 est une série télévisée britannique en 52 épisodes de 30 minutes, créée par Sanjeev Bhaskar et diffusée entre le 12 novembre 2001 et le 11 août 2006 sur BBC Two. Cette série est inédite en France.

## Synopsis
The Kumars at No. 42 est une série sous forme de talk show humoristique dont l'hôte est Sanjeev Kumar, trentenaire, qui apparaît toujours accompagné de ses parents Madhuri et Ashwin et de sa grand-mère Sushila (appelée ummi).
Il s'agit d'une famille fictive d'origine indienne, vivant à Wembley, Londres. Les parents de Sanjeev soutiennent son rêve d'être animateur de télévision et ont à cet effet construit un studio dans leur jardin. Les invités de ses émissions sont rétribués en chutney.
L'humour exploite l'inaptitude sociale de Sanjeev, l'obsession d'Ashwin pour les thèmes financiers et sa tendance à raconter des histoires interminables sans sujet précis.

## Distribution
- Sanjeev Bhaskar : Sanjeev Kumar
- Meera Syal : Sushila
- Indira Joshi : Madhuri
- Vincent Ebrahim : Ashwin

## Épisodes

### Première saison (2001)
1. Titre français inconnu (Richard E Grant and Michael Parkinson)
2. Titre français inconnu (Ben Fogle and Melinda Messenger)
3. Titre français inconnu (Graham Norton and Davina McCall)
4. Titre français inconnu (Art Malik and Charlie Dimmock)
5. Titre français inconnu (Konnie Huq and Warren Clarke)
6. Titre français inconnu (Minnie Driver and Fay Ripley)
7. Titre français inconnu (Christmas Special 2001

### Deuxième saison (2002)
1. Titre français inconnu (Ray Winstone and Laurence Llewelyn-Bowen)
2. Titre français inconnu (Jerry Hall and Melvyn Bragg)
3. Titre français inconnu (Richard and Judy and Lorraine Kelly)
4. Titre français inconnu (Eastenders special)
5. Titre français inconnu (Helena Bonham Carter and Ismail Merchant)
6. Titre français inconnu (Nigel Havers and Ronan Keating)
7. Titre français inconnu (Ulrika Jonsson and Anthony Worrall Thompson)
8. Titre français inconnu (Charlotte Church and Martin Kemp)
9. Titre français inconnu (Wendy Richard and John Sergeant)
10. Titre français inconnu (Stephen Fry and Lesley Garrett)
11. Titre français inconnu (Christmas Special 2001)

### Troisième saison (2003)
1. Titre français inconnu (Donny Osmond and Westlife)
2. Titre français inconnu (Robson Green and Lulu)
3. Titre français inconnu (Shane Richie and Robin Gibb)
4. Titre français inconnu (Eamonn Holmes and Tamzin Outhwaite)
5. Titre français inconnu (Jodie Kidd and Jimi Mistry)
6. Titre français inconnu (Boy George and June Whitfield)
7. Titre français inconnu (Madness and Leslie Phillips)
8. Titre français inconnu (Pete Waterman, Samantha Mumba and Gareth Gates)
9. Titre français inconnu (Jonathan Ross and Tony Adams)

### Quatrième saison (2003)
1. Titre français inconnu (Neil Pearson, Denise Van Outen and Westlife)
2. Titre français inconnu (David Dickinson and Patrick Stewart)
3. Titre français inconnu (Amanda Holden and Rachel Stevens)
4. Titre français inconnu (Lenny Henry and Maureen Lipman)
5. Titre français inconnu (Johnny Vaughan and Sophie Ellis Bextor)
6. Titre français inconnu (Cilla Black, Emma Bunton and Leslie Grantham)
7. Titre français inconnu (Christmas Special 2001)

### Cinquième saison (2004)
1. Titre français inconnu (Jools Holland and Tom Jones)
2. Titre français inconnu (Charles Dance and Gaby Roslin)
3. Titre français inconnu (Jennifer Saunders, Fern Britton and Phillip Scholfield)
4. Titre français inconnu (Natasha Kaplinsky and Dermot O'Leary)
5. Titre français inconnu (Jo Brand and Esther Ranzen)
6. Titre français inconnu (Christmas Special 2001)

### Sixième saison (2005)
1. Titre français inconnu (Alice Cooper and Ronnie Corbett)
2. Titre français inconnu (Joanna Lumley and Frank Dettori)
3. Titre français inconnu (Jane Seymour and Tracey Emin)
4. Titre français inconnu (Elvis Costello and Carol Vorderman)
5. Titre français inconnu (George Hamilton and Mariella Frostrup)
6. Titre français inconnu (David Hasselhoff and Zoë Wanamaker)

### Septième saison (2006)
1. Titre français inconnu (Felicity Kendal and Gordon Ramsey)
2. Titre français inconnu (Jamie Cullum and Cybill Shepherd)
3. Titre français inconnu (Louis Walsh and Trisha Goddard)
4. Titre français inconnu (Suzi Quatro and Darcey Bussell)
5. Titre français inconnu (Max Beesley and Richard Wilson)
6. Titre français inconnu (Chris Tarrant and Alan Alda)

## Commentaires
Évoquant dans l'émission Le Guide du voyageur galactique, Sanjeev a indiqué que le choix de 42 comme numéro de la maison des Kumar était un clin d'œil au livre de Douglas Adams, où il est donné comme réponse ultime à toutes les questions.
Les acteurs travaillent d'après un script qu'ils enrichissent en improvisant. Au début, seul le jeu de Meera Syal (Sushila) reposait beaucoup sur l'improvisation, puis la part d'improvisation dans le jeu des autres acteurs a augmenté au fur et à mesure qu'ils se familiarisaient avec leur personnage.

### Adaptations
En août 2002, le réseau américain NBC s'est montré intéressé pour l'adapter, mais a finalement abandonné le projet. Le réseau Fox s'est alors porté acquéreur du concept pour une adaptation mettant en scène une famille latino-américaine appelée Ortegas, mais ne semble pas avoir donné suite. La version australienne, Greeks on the Roof (en) (Les Grecs sur le toit), débutée en 2003, a été interrompue depuis pour cause d'audimat trop bas.
ARY Digital en a produit une version pakistanaise appelée Ghaffar at Dhoraji (Ghaffar à Dhoraji) centrée sur une famille gujaratie résidant à Karachi. Sony Television a produit une version indienne, Batliwalla House No. 43, mettant en scène une famille pârsîe habitant Mumbai.